# .ck
ck. دامنه اینترنتی جزایر کوک در اقیانوس آرام است.